# Jeremiebrug
De Jeremiebrug is een brug in de Nederlandse stad Utrecht. De huidige brug overspant sinds 2012 de Kruisvaart, iets voor het punt waar deze uitmondt in de Vaartsche Rijn. De vorige Jeremiebrug uit 1912, een gemeentelijk monument, bevindt zich sinds 2015 in het Máximapark te Vleuten. Deze ijzeren ophaalbrug overspant daar de Aledorperwetering en ligt in de Alendorperweg.

## 1912-2011
De vroeg-20e-eeuwse Jeremiebrug was een ophaalbrug uit 1912 die bij de aansluiting Kruisvaart met Vaartsche Rijn een eerdere draaibrug verving, die ook al dezelfde naam droeg. In de 18e eeuw bevond zich in de directe omgeving namelijk de herberg "Jeremie" van de schipper Jeremias du Chemin. (Ook was hier het Vaartsche Veerhuis.)
De brug uit 1912 werd gebouwd door de Utrechtsche stoom-grofsmederij firma P.H. Hörmann in gietijzer. In eerste instantie was ze handaangedreven en werd later geëlektrificeerd. Voor het treinverkeer lag hier tevens de Stopplaats Jeremiebrug, vanaf 1893 tot 1935 in gebruik. De naastgelegen ongelijkvloerse kruising met de spoorlijnen werd in 1924 aangelegd ten behoeve van voetgangers en vormde deel in het opheffen van de "ijzeren omknelling" rond de stad (zie ook Leidseveertunnel).

## 2012
In verband met een verbreding van de naastgelegen sporen en de bouw van het Station Utrecht Vaartsche Rijn, is de oude Jeremiebrug in 2011 verwijderd om te verhuizen naar de wijk Vleuten-De Meern ter overspanning van de Alendorperwetering in het Máximapark. Op 16 juli 2015 werd de brug op deze nieuwe locatie in gebruik genomen.
Begin 2012 is daarop een nieuwe brug geplaatst bij de aansluiting van de Kruisvaart op de Vaartsche Rijn. Ook deze brug heeft de naam Jeremiebrug.

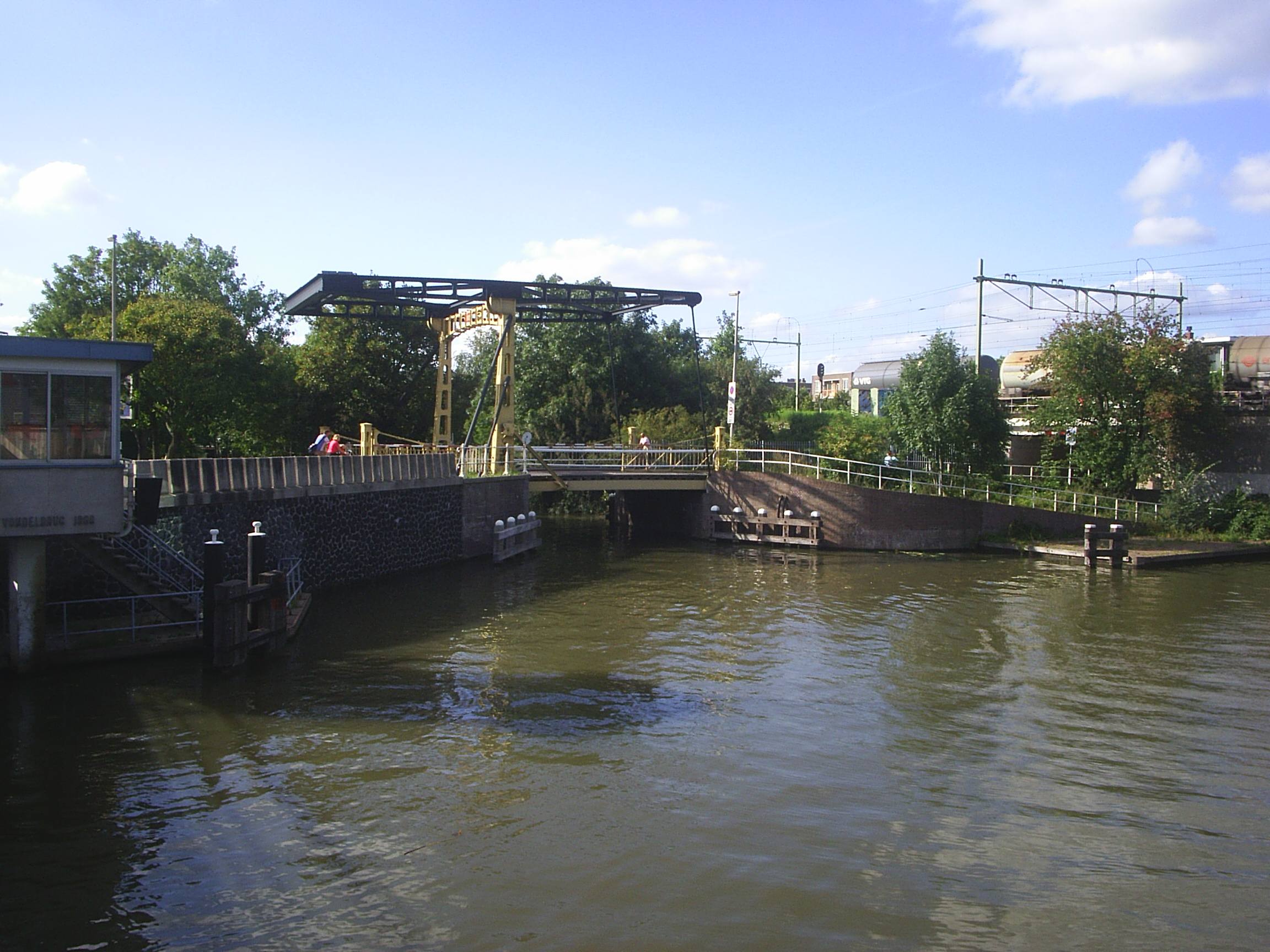
De Jeremiebrug aan het begin van de Kruisvaart. Op de voorgrond de Vaartsche Rijn (foto uit 2007).

## Trivia
- In de overgang van weg naar brug was tot aan de verplaatsing van de brug nog een paar centimeter tramspoor van de in 1929 opgeheven Tramlijn Utrecht - Vreeswijk te zien.